# 危险女人 (歌曲)
《危险女人》（英語："Dangerous Woman"）是美国歌手爱莉安娜·格兰德的歌曲，收录于2016年的同名录音室专辑。 歌曲是由馬克斯·馬丁、约翰·卡尔松、罗西·戈兰共同創作，並由前兩者共同製作。歌曲作为专辑的首发主打单曲于2016年3月11日发行，同日专辑预售开启。《危险女人》是一首中板流行及节奏布鲁斯歌曲，在过门部分中添入了舞台摇滚以及吉他独奏的元素。
歌曲空降美国《公告牌》百强榜第十位，爱莉安娜便成为了第一位拥有三专的首发主打单曲在开周都拿下排行榜十强的艺人。歌曲在空降后的第十八周升至第八位。歌曲被提名为葛萊美獎的葛萊美獎最佳流行歌手。

## 背景和发行

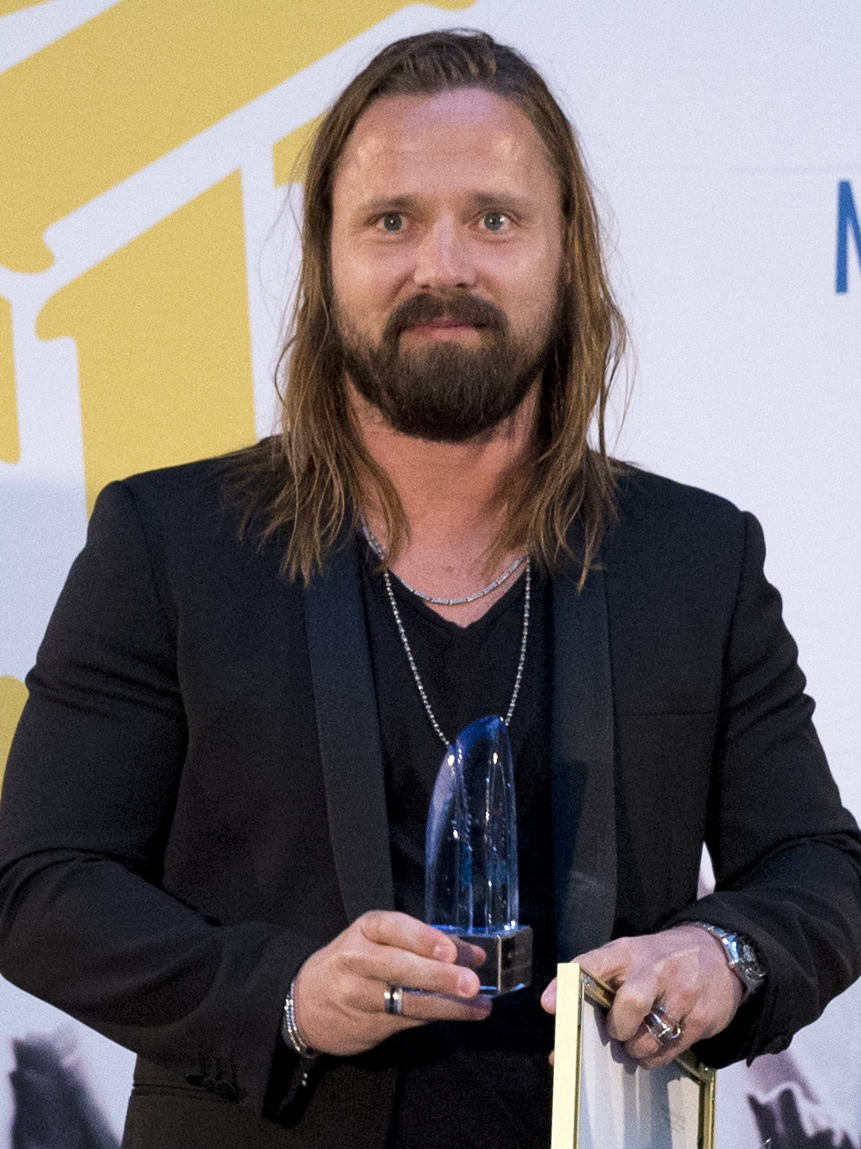
马克斯·马丁（图中）共同創作及共同製作這首歌曲。

2015年10月，爱莉安娜推出了还叫做《月光》的第三张录音室专辑的首发主打单曲《Focus》。歌曲当即取得了成功，拿下了全球各地的榜单十强。虽然这首歌曲是她从旧唱片到新唱片的完美转型，但爱莉安娜最终将音乐专辑名改为《危险女人》，同名歌曲也随之上线。2016年2月25日，推广专辑和其主打单曲，地址为dangerouswoman.com的网站上线。之后，在2016年3月1日，爱莉安娜放出了第一则歌曲预告，包含一段歌声和一些“录音室谈话”。2016年3月10日, 在电视台CBS播出的维多利亚的秘密：泳装特辑中，一分钟的背景音乐采用了该歌曲的片段，隔日歌曲发行。四天后歌曲被送至美国当代流行电台。
《危险女人》由约翰·卡尔松和罗西·戈兰制作，并与马克斯·马丁共同创作。罗西·戈兰在CBS今晨的采访中透露，歌曲最初是以凯莉·安德伍德的风格创作的，也在斟酌艾莉西亚·凯斯和蕾哈娜。最终把歌曲交给了爱莉安娜，因为他觉得爱莉真的关心创作歌曲的人，并且会在歌曲中发挥出她最高的歌唱水平。约翰负责歌曲中吉他、钢琴、合成器和铃鼓的工作，并与马克斯·马丁共同处理歌曲的制作及伴奏还有配唱的制作。歌曲录制于瑞典斯德哥尔摩的MXM Studios，混音由塞尔班·根尼阿在位于弗吉尼亚州弗吉尼亚海滩的MixStar Studios处理，母盘由汤姆·科因和阿雅·美林在位于纽约的Sterling Sound处理。

## 作曲和歌词
在音乐方面，《危险女人》是一首受到摇滚乐强烈影响的中板慢即兴流行节奏布鲁斯歌曲。《Spin》的布伦南·凯利描述这是一首“迷幻、拥有大乐队元素的抑郁节奏布鲁斯歌曲”， 歌曲以E小調谱写，被设定为[[:二和四拍子|
复二拍]]下每分钟67拍 。爱莉安娜的声乐范围自D3延伸至B5。歌曲中的氛围被多家媒体拿来与威肯的《值得》相比较。歌曲有着典型的主歌-导歌-副歌结构；以Em–G–C的和弦进程起头。第一段主歌中伴随吉他和弦和小鼓慢拍子，到了导歌部分时收住。在歌曲的过门间加入了一段吉他独奏。美国歌手查理·普斯的节奏口技贯穿了整首歌曲，但没有被正式列入鸣谢名单里。查理在TORYmax访谈中表示为最初研究歌曲中的声音做出贡献。
具有舞台摇滚风格的副歌中包含一段“Somethin' 'bout you makes me feel like a dangerous woman”的歌词，接下来又重复唱出句中前几个单词。扭曲声的合成器支撑着大副歌，并且在第一段大副歌中展现了一段吉他固定音型。在大副歌中爱莉安娜唱着“All girls wanna be like that/Bad girls underneath, like that/You know how I'm feeling inside”时伴随一段类似陷阱风格的电音固定音型。网站Sputnikmusic的乐评人SowingSeason指出歌曲的歌词里“充满性冲动和满满性欲”谈到歌词的内容时，爱莉安娜说到：“这首歌讲的是一个女人会在另一个人面前表露出她充满欲望的另一面。她决定抛开恐惧，来探索这些新世界。这是关于让某人以亲密和脆弱的方式进入你的生活，而不是让ta剥夺你的独立和力量。"

## 市场反响
在美国，《危险女人》卖出了118,000份数字下载量，在2016年4月2日空降《公告牌》百强单曲榜第十位。歌曲也冲上数字歌曲榜第二位。这首歌曲成为爱莉安娜的第十七首榜单十强歌曲，以及继《Focus》的第二首没有助阵艺人的十强歌曲。她也创造了一个每支主打单曲空降榜单十强的记录——《爱你的方式》、和《危险女人》。 单曲在第二周跌至第十三位，但后面逐渐反弹，在第十一周达到第八位的最高位置。歌曲在百强单曲榜的四十强内停留了二十周，并在2016年8月8日跌出榜单。截至2018年4月，这首歌已在美国卖出了一百零九万份。
在2016年3月27日结束的那一周，《危险女人》空降澳大利亚唱片业协会榜的第二十四位；之后再2016年4月10日升至第十八位，成为她第十七首在该榜单拿下二十强的单曲。歌曲经过了十三周，销量超过七万份，取得了澳大利亚唱片业协会的白金认证。在新西兰，歌曲最高拿下新西兰单曲榜的第十六位，也取得了白金销量认证。在英国，歌曲在英国单曲榜空降且最高第十七位，成为了继《Focus》之后的第二十首在该榜单拿下二十强的单曲。 此外，拥有销量四十万份的歌曲取得了英国唱片业协会的黄金认证。

## 现场演出
爱莉安娜在一期2016年3月12日的《周六夜现场》担任主持人和音乐嘉宾，并第一次在电视荧幕上献唱《危险女人》还有《好好的》。于2016年4月8日作为妮琪·米娜的特邀嘉宾在T-Mobile體育館举办的音乐会上演奏了这首歌曲。，并在2016年MTV电影大奖上与杰森·罗伯特·布朗共同演绎了这首歌曲，杰森是爱莉安娜的首部百老汇音乐剧《13》中的作曲者，并以此获得了托尼奖。歌曲作为闭幕曲加入《危险女人巡回演唱会》歌单中。

## 音乐视频
爱莉安娜曾计划要拍摄两部不同版本的《危险女人》音乐视频。视频于美国时间2016年3月31日晚在Vevo平台上正式首播。视频由制作公司The Young Astronauts执导。在Idolator的采访中，爱莉安娜解释道：“我们正在拍摄两种不同视觉的版本，因为这首歌让我有两种想法，它让我感觉性感和迷人 - 我想做一部更直接更迷人主题的视频 - 然后我想做另一部视频，因为它还让我觉得......在某种程度上像是我自己的超级版本。” 爱莉安娜与MTV的马德琳·罗吉讨论这首歌曲时，她讲述了第二部视频背后的设想：
“这部是讲述一个故事，更像是电影且不可思议。它与第一部完全不同。我想拍一部性感，简单，更迷人的视频，这拍成《visual 1》。然后第二部非常不同......非常不可思议。”
视频的开头是一个小插图，标识着这部视频为《visual 1》。 视频中爱莉安娜穿着黑色小内衣在窗前和床上一边搔首弄姿一边唱着歌。视频中有蓝色、紫色和粉红色的影子照映着她。她在视频大部分中情绪都是把持着的，在充满静电屏幕的末尾里她露出了笑容。该视频截至2016年5月18日拥有超过一百万次播放量，成为了继2013年《就在那里》之后的第十部VEVO认证的音乐视频。截至2018年8月，该视频拥有超过四百四十万次播放量。

### 取消的Visual 2
爱莉安娜最初计划为歌曲推出两部音乐视频，因为她从歌曲中感受到了两种不同的情感，为此她觉得需要两个视频来表达出。之后她Twitter和Snapchat上表示Visual 2已被取消。在与粉丝的问答中，爱莉安娜解释道取消Visual 2是因为她没有时间。

## 鸣谢名单
以下整理自专辑《危险女人》的内页。
录制和管理
- 录制于MXM Studios（瑞典斯德哥尔摩）
- 混音于MixStar Studios（弗吉尼亚州弗吉尼亚海滩）
- 母带制作于Sterling Sound（纽约州纽约）
- 出版由MXM — 管理由Kobalt — （ASCAP）、Warner-Tamerlane Publishing Corp.（BMI）和Back in Djbouti（BMI）
- 所有权利管理由Warner-Tamerlane Publishing Corp.和MXM — 管理由Kobalt —（ASCAP）

名单
| - 爱莉安娜·格兰德 – 演唱，和声 - 约翰·卡尔松 – 创作，制作，配唱制作，吉他，原声吉他，钢琴，合成器，伴奏，铃鼓，吉他独奏 - 马克斯·马丁 – 创作，制作，配唱制作，伴奏 - 罗西·戈兰 – 创作，和声 - 塞尔班·根尼阿 – 混音 - 约翰·汉恩斯 – 混音工程 | - 萨姆·荷兰 – 工程 - 科里·比奇 – 工程 - 彼得·卡尔松 – 工程 - 汤姆·科因 – 母带 - 阿雅·美林 – 母带 - 温迪·戈德斯坦 – A&R - 斯科特·布朗 – A&R - 查理·普斯 - （未列出）和声 |

## 排行榜
| 排行榜（2016年）                         | 最高 排名 |
| ---------------------------------------- | --------- |
| 澳大利亚（澳大利亚唱片业协会單曲榜）     | 18        |
| 奥地利（Ö3四十强单曲榜）                 | 21        |
| 比利时佛兰德（Ultratop五十强单曲榜）     | 31        |
| 比利时瓦隆（Ultratop五十强单曲榜）       | 33        |
| 加拿大（Canadian Hot 100）               | 10        |
| 加拿大（《告示牌》Canada AC）            | 40        |
| 加拿大（《告示牌》Canada CHR）           | 7         |
| 加拿大（《告示牌》Canada Hot AC）        | 24        |
| 捷克（電台百強單曲榜）                   | 23        |
| 捷克（百強數位單曲榜）                   | 15        |
| 丹麥（Hitlisten单曲榜）                  | 31        |
| 欧洲排行榜（欧洲数字歌曲）               | 17        |
| 芬蘭（芬兰官方下载榜）                   | 10        |
| 法国（法國唱片出版業公會單曲榜）         | 36        |
| 德国（德國官方單曲榜）                   | 30        |
| 希腊数字歌曲榜（《公告牌》）             | 1         |
| 匈牙利（四十強單曲榜）                   | 29        |
| 匈牙利（四十強串流榜）                   | 17        |
| 愛爾蘭（愛爾蘭唱片音樂協會单曲榜）       | 24        |
| 意大利（意大利音乐产业联盟单曲榜）       | 19        |
| 日本（Japan Hot 100）                    | 73        |
| 荷兰（荷蘭四十強單曲榜）                 | 14        |
| 荷兰（百强单曲榜）                       | 21        |
| 黎巴嫩排行榜（黎巴嫩二十强）             | 9         |
| 新西兰（新西兰唱片音乐协会单曲榜）       | 16        |
| 挪威（世道單曲榜）                       | 27        |
| 波蘭（波蘭百大電台榜）                   | 59        |
| 葡萄牙（葡萄牙唱片协会）                 | 15        |
| 蘇格蘭（官方榜单公司單曲榜）             | 7         |
| 斯洛伐克（電台百強單曲榜）               | 53        |
| 斯洛伐克（百強數位單曲榜）               | 17        |
| 韩国国际排行榜（Gaon）                   | 13        |
| 西班牙（西班牙音樂製作協會）             | 11        |
| 瑞典（瑞典最熱榜）                       | 30        |
| 瑞士（瑞士热门音乐榜）                   | 23        |
| 英國（官方榜单公司單曲榜）               | 17        |
| 美国（《告示牌》百大單曲榜）             | 8         |
| 美國（《告示牌》Adult Pop Airplay）      | 19        |
| 美國（《告示牌》Dance/Mix Show Airplay） | 20        |
| 美國（《告示牌》Pop Airplay）            | 4         |
| 美國（《告示牌》Rhythmic Songs）         | 10        |
| 委内瑞拉英语歌曲排行榜（唱片报告）       | 24        |

| 榜单（2016年）                        | 排名 |
| ------------------------------------- | ---- |
| 澳大利亚排行榜（ARIA）                | 77   |
| 加拿大排行榜（百强单曲榜）            | 41   |
| 意大利排行榜（FIMI）                  | 93   |
| 英国排行榜（Official Charts Company） | 69   |
| 美国《公告牌》百强单曲榜              | 36   |
| 美国主流四十强榜（《公告牌》）        | 21   |
| 美国节奏歌曲榜（《公告牌》）          | 50   |

## 销量认证
| 地區                                                       | 认证    | 认证单位/销量 |
| ---------------------------------------------------------- | ------- | ------------- |
| 澳大利亚（澳大利亚唱片业协会）                             | 白金    | 70,000‡       |
| 比利时（比利時唱片音樂協會）                               | 金      | 15,000‡       |
| 巴西（巴西唱片業協會）                                     | 2× 白金 | 80,000‡       |
| 加拿大（加拿大音乐协会）                                   | 金      | 40,000^       |
| 丹麦（國際唱片業協會丹麥分會）                             | 金      | 45,000‡       |
| 法国（法國唱片出版業公會）                                 | 金      | 75,000‡       |
| 意大利（意大利音乐产业联盟）                               | 白金    | 50,000‡       |
| 新西兰（新西兰唱片音乐协会）                               | 白金    | 15,000*       |
| 波兰（波蘭音像製造商協會）                                 | 2× 白金 | 40,000‡       |
| 西班牙（西班牙音樂製作協會）                               | 金      | 20,000‡       |
| 瑞典（瑞典唱片業協會）                                     | 白金    | 40,000‡       |
| 英国（英国唱片业协会）                                     | 白金    | 600,000‡      |
| 美国（美國唱片業協會）                                     | 3× 白金 | 1,090,000     |
| *僅含認證的實際銷量 ^僅含認證的出貨量 ‡僅含認證的+實際銷量 |         |               |

## 发行历史
| 区域     | 日期          | 格式         | 厂牌 | 参文    |
| -------- | ------------- | ------------ | ---- | ------- |
| 多个地区 | 2016年3月11日 | 数字下载     | 联众 | [ 106 ] |
| 意大利   | 2016年3月11日 | 当代流行电台 | 环球 | [ 107 ] |
| 美国     | 2016年3月15日 | 当代流行电台 | 联众 | [ 11 ]  |
| 美国     | 2016年3月15日 | 节奏当代     | 联众 | [ 108 ] |